# Roger de Beaumont (le Barbu)
Pour les articles homonymes, voir Roger de Beaumont et Roger Ier.
Roger de Beaumont dit le barbu (barbatus en latin médiéval) (vers 1015 – 29 novembre 1094), fut vicomte de Rouen, seigneur de Vatteville-la-Rue, Pont-Audemer, Beaumont (et peut-être de Brionne).

## Biographie
Il était le fils d'Onfroi de Vieilles — qui serait apparenté aux premiers seigneurs d'Harcourt, — et d'Aubrée (ou Albérade). Son grand-père Turold avait épousé une sœur de Gunnor, la maîtresse du duc Richard Ier de Normandie.
À la mort de son père, il lui succède. Il fut le premier à s'installer à Beaumont et fut donc appelé « de Beaumont ». Plus tard, la ville prendra le nom de Beaumont-le-Roger en son honneur.
Avec Roger II de Montgommery et Guillaume FitzOsbern, Roger de Beaumont constitua la nouvelle génération sur laquelle s'appuya le duc Guillaume le Bâtard pendant et après la délicate période de sa minorité. L'écrivain britannique Planché rapporte « [qu']il était le seigneur le plus riche, le plus noble et le plus vaillant de Normandie et le plus fidèle des amis de la famille ducale ». Il affronta victorieusement Roger de Tosny vers 1040 dans une bataille qui eut lieu entre Bourgtheroulde et Boissey-le-Châtel. Grâce à la possession de Beaumont-le-Roger, le jeune duc trouvait en Roger de Beaumont un appui précieux sur les marches du pays d'Ouche. 

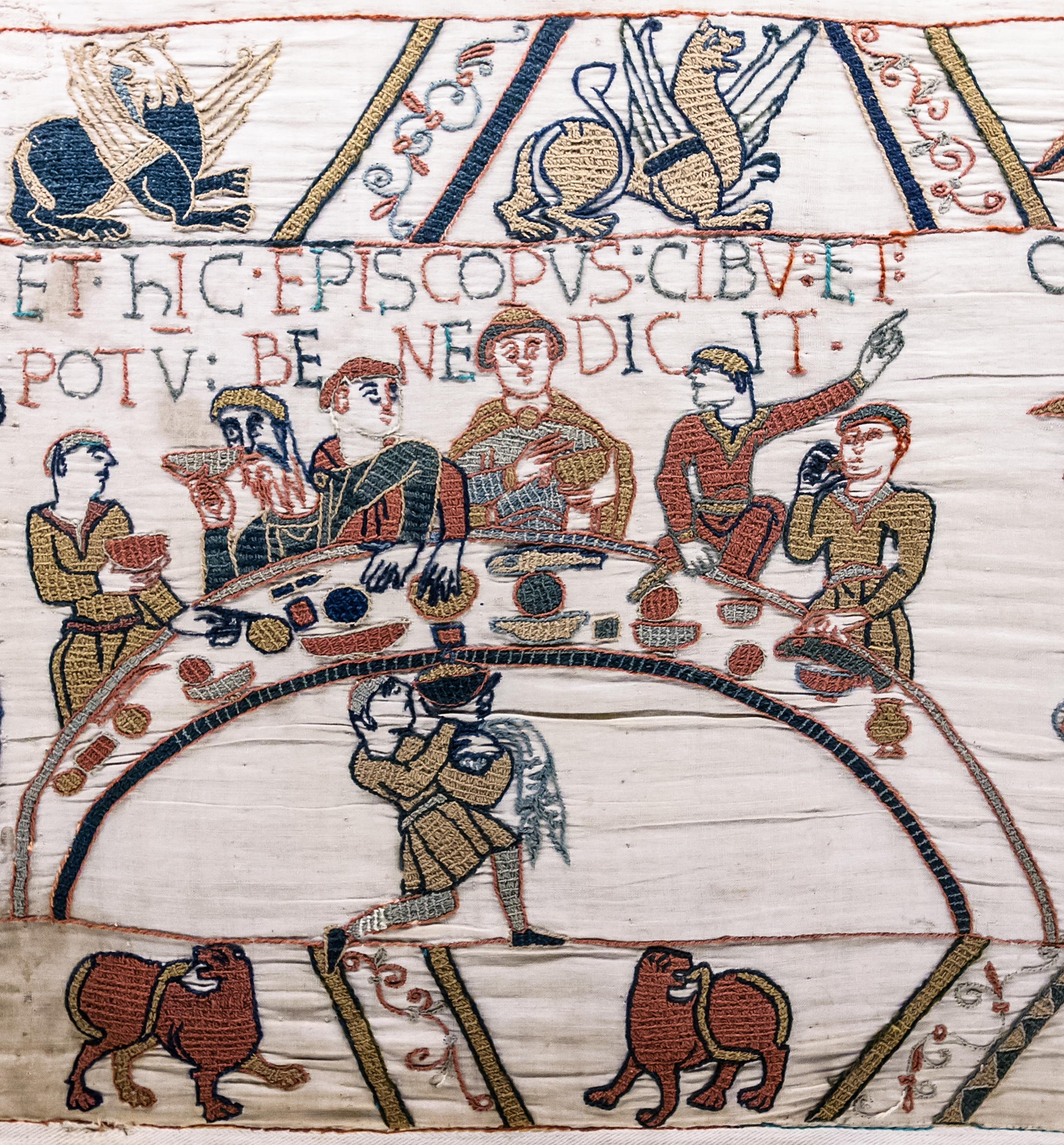
La scène du banquet de la Tapisserie de Bayeux, où un personnage barbu est assis à la droite du duc Guillaume.

L’historien du XIIe siècle, Wace, rapporte « [qu']au moment de la conquête de l'Angleterre, Roger fut appelé au grand concile de Lillebonne, à cause de sa sagesse, mais que d’âge trop avancé, il ne fit pas partie de l’expédition » de 1066. Il fut, à la place, l’un des gardiens du duché durant la conquête, mais n’hésita pas néanmoins à participer aux coûts de l’invasion en équipant à ses frais soixante navires destinés au transport des troupes à travers la Manche. Ce n'est donc probablement pas lui qui est figuré sur le quarante-troisième panneau de la tapisserie de Bayeux, où l'on voit un personnage portant barbe et moustache, assis à droite de Guillaume le Conquérant et d’Odon de Bayeux. Cette scène de festin se déroule à Hastings peu avant la bataille, alors qu'on sait que Roger de Beaumont est resté sur le continent pour administrer le duché en l'absence du duc. Le port de la barbe était rare chez les nobles normands. 
Orderic Vital explique que Guillaume le Conquérant confia le château d'Ivry à la garde de Roger de Beaumont mais que vers 1089, le nouveau duc, Robert Courteheuse, céda la forteresse à Guillaume de Breteuil. En compensation, Roger reçut le château de Brionne. Un autre chroniqueur, Robert de Torigni, donne une version légèrement différente : le fils de Roger de Beaumont, Robert Ier de Meulan, aurait demandé au duc d'échanger Ivry contre Brionne, ce qu'il obtint. 
Il fonda, aux alentours de 1050, l'abbaye féminine Saint-Léger de Préaux, à proximité du monastère masculin restauré par son père, Saint-Pierre de Préaux. En 1070, il jeta les fondements d’une collégiale dédiée à la Sainte-Trinité qui fut édifiée à Beaumont-le-Roger. De 1071 à la mort du Conquérant, il reçut la garde du comte Morcar de Northumbrie qui s’était rebellé.

## Famille et descendance
Il épousa, entre 1045 et 1050, Adeline de Meulan († 8 avril 1081), fille de Galéran III, comte de Meulan. Elle-même devint comtesse de Meulan lorsque son frère Hugues III entra dans les ordres à l'abbaye du Bec en 1077. Ils eurent pour enfants, entre autres :
- Robert Ier de Beaumont († 1118), comte de Meulan (1081) et de Leicester (1090) ;
- Henri de Beaumont († 1119), 1er comte de Warwick ;
- Alberée (Albina) de Beaumont, abbesse d'Eton.